# Благодатное (Валковская городская община)
Благода́тное (укр. Благодатне) — село в Валковской городской общине Богодуховского района Харьковской области Украины.
Код КОАТУУ — 6321281001. Население по переписи 2001 г. составляет 547 (253/294 м/ж) человек.
До 2020 года являлось административным центром Благодатненского сельского совета, в который, кроме того, входили сёла Крутая Балка, Ландышево, Новоселовка и Серпневое.

## Географическое положение
Село Благодатное находится в начале балки Антонов Терен, по которой протекает безымянный пересыхающий ручей, один из истоков реки Чутовка, приток реки Коломак. На ручье сделана запруда. К селу примыкает большой садовый массив (1250 га) На расстоянии в 1 км находятся сёло Серпневое и Ландышево.

## Происхождение названия
Основано как село Кириякивщина в 1825 г., с 1918 г. переименовано в село Благодатное.

## История
- 1856 год — дата основания как хутор Благодатний[1].
- 1918 год — переименовано в село Благодатное.

## Экономика
- В селе есть молочно-товарная и свино-товарная фермы, машинно-тракторные мастерские.
- «Дружба», сельскохозяйственный производственный кооператив.

## Объекты социальной сферы
- Дом культуры.

## Достопримечательности
- Братская могила советских воинов и памятный знак воинам-односельчанам. Похоронено 520 чел.